# Cadets de Podolsk
 (juillet 2021).
La mise en forme du texte ne suit pas les recommandations de Wikipédia : il faut le « wikifier ».
Les points d'amélioration suivants sont les cas les plus fréquents :
- Les titres sont pré-formatés par le logiciel. Ils ne sont ni en capitales, ni en gras.
- Le texte ne doit pas être écrit en capitales (les noms de famille non plus), ni en gras, ni en italique, ni en « petit »…
- Le gras n'est utilisé que pour surligner le titre de l'article dans l'introduction, une seule fois.
- L'italique est rarement utilisé : mots en langue étrangère, titres d'œuvres, noms de bateaux, etc.
- Les citations ne sont pas en italique mais en corps de texte normal. Elles sont entourées par des guillemets français : « et ».
- Les listes à puces sont à éviter, des paragraphes rédigés étant largement préférés. Les tableaux sont à réserver à la présentation de données structurées (résultats, etc.).
- Les appels de note de bas de page (petits chiffres en exposant, introduits par l'outil «  Source ») sont à placer entre la fin de phrase et le point final[comme ça].
- Les liens internes (vers d'autres articles de Wikipédia) sont à choisir avec parcimonie. Créez des liens vers des articles approfondissant le sujet. Les termes génériques sans rapport avec le sujet sont à éviter, ainsi que les répétitions de liens vers un même terme.
- Les liens externes sont à placer uniquement dans une section « Liens externes », à la fin de l'article. Ces liens sont à choisir avec parcimonie suivant les règles définies. Si un lien sert de source à l'article, son insertion dans le texte est à faire par les notes de bas de page.
- La présentation des références doit suivre les conventions bibliographiques. Il est recommandé d'utiliser les modèles {{Ouvrage}}, {{Chapitre}}, {{Article}}, {{Lien web}} et/ou {{Bibliographie}}. Le mode d'édition visuel peut mettre en forme automatiquement les références.
- Insérer une infobox (cadre d'informations à droite) n'est pas obligatoire pour parachever la mise en page.

Pour une aide détaillée, merci de consulter Aide:Wikification.
Si vous pensez que ces points ont été résolus, vous pouvez retirer ce bandeau et améliorer la mise en forme d'un autre article.
Les cadets de Podolsk sont des cadets des écoles militaires d'artillerie et d'infanterie de Podolsk qui ont défendu Moscou en octobre 1941, lors de la bataille de Moscou au début de la Grande Guerre patriotique (partie de la Seconde Guerre mondiale).

## Histoire
Au total, avant le début de la Grande Guerre patriotique, plus de 3 500 cadets suivaient leur formation militaire dans les écoles d'artillerie et d'infanterie de Podolsk. Ils étaient formés pour devenir d'excellents commandants avec une expertise suffisante dans l'art de la guerre. En octobre 1941, il y avait un réel danger que Moscou soit capturée par une attaque décisive des troupes de chars allemands. La ligne de défense la plus faible se trouvait près de la ville de Mojaïsk au sud-ouest de la capitale soviétique. La longueur totale de la ligne était de 220 kilomètres et, en raison de sa vaste étendue, la construction de la fortification n'était pas achevée. Il était nécessaire de gagner 5 à 7 jours pour transférer les réserves militaires de l'état-major.

## Garde avancée
Le 5 octobre 1941, un détachement avancé a été formé à partir des cadets de Podolsk. Leur tâche était de résister et de ralentir l'avancée des forces ennemies jusqu'à ce que les troupes nouvellement formées de l'école arrivent à la ligne de défense Ilyinsky au large de Maloïaroslavets. Le 6 octobre, les cadets engagent le régiment du 57e corps motorisé de la Wehrmacht. Après cinq jours (6-10 octobre) de combats sanglants, ayant utilisé presque toutes les munitions, l'avant-garde se retira dans le village d'Iliynskoye, où les forces principales des deux écoles avaient déjà été déployées. Parmi les cadets du détachement avancé, moins d'un tiers a survécu, mais ils ont détruit jusqu'à 20 chars, environ 10 véhicules blindés et neutralisé plusieurs centaines de soldats ennemis.

## La bataille de Borovsk
Le 11 octobre, les Allemands tentent de prendre d'assaut la ligne Ilyinsky et organisent une attaque pour s'emparer rapidement de la ville de Borovsk. Du 12 au 20 octobre, les combats sont acharnés, de nombreux cadets sacrifient leur vie pour tenter de ralentir l'avancée des envahisseurs. Le 20 octobre, les cadets restants, ayant reçu des ordres du quartier général de la 43e armée, se retirent pour rejoindre les troupes principales. Les cadets survivants de l'école d'infanterie de Podolsk sont transférés dans la région d'Ivanovo, où une autre école d'infanterie a été organisée dans la ville de Shuya. L'école d'artillerie de Podolsk est évacuée vers Boukhara dans la RSS d'Ouzbékistan.
Au cours des batailles sur la ligne Ilyinsky, les cadets de Podolsk ont éliminé environ 5 000 soldats et officiers allemands et ont mis hors d'état une centaine de chars. L'ordre du quartier général a été exécuté au prix de milliers de vies : selon certains rapports, environ 2 500 cadets ont été tués en octobre 1941, tandis que d'autres sources affirment que seulement un sur dix a survécu parmi les 3 500 soldats du régiment de cadets. Néanmoins, il a permis au quartier général de déplacer des unités militaires et des armes supplémentaires des régions orientales du pays vers la ligne de front et enfin de défendre la capitale.

## Mémoire

### Ruban des cadets
Le 27 avril 2013, la campagne commémorative « Ruban des cadets » a été lancée. Les initiateurs étaient des étudiants d'un lycée de Podolsk. Le ruban des cadets est un morceau de tissu de satin de 25 cm de long et 3,5 cm de large. Le ruban a 5 bandes alternées de même largeur - 3 vertes et 2 rouges.

### Médaille commémorative
Le 3 octobre 2016, l'organisation publique panrusse des anciens combattants des forces armées et le ministère de la Défense ont créé une médaille commémorative dédiée au 75e anniversaire de l'exploit des cadets de Podolsk.

### Film
La ligne de feu s'inspire de cette histoire.